# كارين سبارك جونز
كارين سبارك جونز (بالإنجليزية: Karen Spärck Jones)‏ عضو في الأكاديمية البريطانية، عالمة حاسوب بريطانية من مواليد 26 أغسطس عام 1935 وحتى 4 أبريل عام 2007

## حياتها الشخصية
ولدت كارين سبارك جونز في هيدرسفيلد، يوركشاير ببريطانيا.من والد (أوين جونز) محاضر في الكيمياء، ووالدة نرويجية (لدا سبارك) التي انتقلت إلى بريطانيا خلال الحرب العالمية الثانية.غادروا النرويج بواحد من القوارب التي غادرت بعد اجتياح الألمان 1940.
تعلمت سبارك جونز قراءة التاريخ في مدرسة متوسطة ثم في جامعة جيرتن في كامبريدج بين عامي 1956-1953، وأصبحت معلمة في المدرسة في البداية قبل أن تنتقل إلى علوم الحاسب.
```
During her career in Computer Science, she campaigned hard for more women to enter computing.
[
3
]
 She was married to fellow Cambridge computer scientist 
روجر مايكل نيدام
 
 
[لغات أخرى]
‏
 until his death in 2003. She died 4 April 2007 at 
ويلينهم (كامبريدجشير)
 in 
كامبريدجشير
.
```

خلال مهنتها في علوم الحاسب

## المهنة
عملت في وحدة أبحاث اللغة كامبريدج في 1950s،
عملت في مختبر الحاسوب كامبريدج من عام،1974 وتقاعدت في عام 2002, بكونها أستاذة الحاسبات والمعلومات الذي منحته في 1999. استمرت بالعمل في مختبر الكومبيوتر حتى قبل وقت قصير من وفاتها. اهتماماتها البحثية الرئيسية منذ أواخر الخمسينيات، كانت معالجة اللغة الطبيعية واسترجاع المعلومات.
وكان واحد من أهم إسهاماتها هو مفهوم تردد المستند المعكوس، الترجيح في استرجاع المعلومات، والتي عرضتها في صحيفة 1972. وهو يستخدم اليوم في معظم محركات البحث عادة كجزء من مخطط الترجيح tf-idf.
وهناك محاضرة سنوية في جمعية الحاسوبية البريطانية باسمها.

## مراتب الشرف
- كانت البروفيسور سبارك جونز زميلة في أكاديمية بريطانيا، التي كانت نائبة للرئيس فيها عام 2000.
- كانت زميلة في AAAI
- زميلة في ECCAI
- كانت رئيسة مجمع الحسابي اللغوي عام 1994 .

## الجوائز
- جائزة جيراد سالتون عام 1988
- جائزة استحقاق عام 2002
- جائزة انجاز الحياة عام 2004
- ميدالية لوف ليس عاع 2007
- جائزة ACM-AAAI الين نويل عام 2007

## حياتها فيما بعد
تزوجت من زميل عالم حاسوب كامبريدج بيدهام حتى وفاته عام 2003 .توفيت 4 أبريل عام 2007 في ويلينغهام في كامبريدج شير.

## المصدر
1. 1 2  Colin Matthew, ed. (2004), Oxford Dictionary of National Biography (بالإنجليزية), Oxford: Oxford University Press, QID:Q17565097
2. ↑  Karen Spärck Jones (1986). Synonymy and Semantic Classification (thesis published as a book). Edinburgh Information Technology series. Edinburgh University Press. ج. 1.
3. 1 2 3 4  "Jones, Karen Ida Boalth Spärck (1935–2007), Computer Scientist". Oxford Dictionary of National Biography. Oxford University Press. مؤرشف من الأصل في 2015-09-24. اطلع عليه بتاريخ 2014-10-05.
4. ↑  Colin Matthew, ed. (2004), Oxford Dictionary of National Biography (بالإنجليزية), Oxford: Oxford University Press, QID:Q17565097
5. ↑  Who's who (بالإنجليزية البريطانية والإنجليزية), فرانسيس دوق تيك, ISSN:0083-937X, QID:Q2567271
6. ↑  Tait، J. I. (2007). Computational Linguistics. ج. 33 ع. 3: 289–291. DOI:10.1162/coli.2007.33.3.289. {{استشهاد بدورية محكمة}}: الوسيط |title= غير موجود أو فارغ (مساعدة)
7. ↑  Robertson، S.؛ Tait، J. (2008). Journal of the American Society for Information Science and Technology. ج. 59 ع. 5: 852. DOI:10.1002/asi.20784. {{استشهاد بدورية محكمة}}: الوسيط |title= غير موجود أو فارغ (مساعدة)
8. ↑  "Computer Laboratory obituary". مؤرشف من الأصل في 2018-07-09.
9. 1 2  Jones، K. S. (1972). "A Statistical Interpretation of Term Specificity and Its Application in Retrieval" (PDF). Journal of Documentation. ج. 28: 11–21. DOI:10.1108/eb026526. مؤرشف من الأصل في 2014-10-13.
10. ↑  Tait، John I.، المحرر (2005). "Charting a New Course: Natural Language Processing and Information Retrieval, Essays in Honour of". The Kluwer International Series on Information Retrieval. ج. 16. DOI:10.1007/1-4020-3467-9. ISBN:1-4020-3343-5. {{استشهاد بدورية محكمة}}: الاستشهاد بدورية محكمة يطلب |دورية محكمة= (مساعدة)
11. ↑  دُوِي:10.1016/0020-0271(73)90043-0
This citation will be automatically completed in the next few minutes. You can jump the queue or expand by hand
12. ↑  دُوِي:10.1007/1-4020-3467-9_7
This citation will be automatically completed in the next few minutes. You can jump the queue or expand by hand
13. ↑  "Karen Spärck Jones lecture". BCS Academy of Computing. British Computer Society. مؤرشف من الأصل في 2017-07-05. اطلع عليه بتاريخ 2013-10-03.